# Den rige enke
Den rige enke er en dansk film fra 1962, skrevet af Carl Ottosen og Jon Iversen, der også har instrueret.

## Medvirkende
- Maria Garland
- Ebbe Langberg
- Peter Malberg
- Rita Angela
- Søren Elung Jensen
- Kirsten Saerens
- Malene Schwartz
- Gunnar Lauring
- Carl Ottosen
- Arne Hansen
- Aksel Erhardsen
- Karen Lykkehus
- Helga Frier